# 그리크 헤어하운드

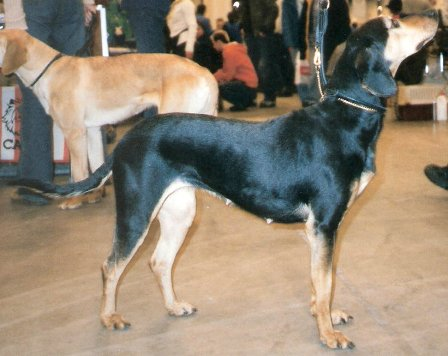

그리크 헤어하운드(Greek Harehound, 그리스어: Εlamlamnνικός Ιχνnλάτις; FCI No. 214)는 검은색과 황갈색만 나오는 희귀한 품종의 개로, 원래 그리스 남부에서 토끼를 추적하고 쫓는 후각 수렵견으로 사육되었다.

## 모습
짧은 털의 검은색과 황갈색 털을 가진 후각 수렵견이다. 무게는 17~20kg(37~44lb) 사이인 중형견이다. 수컷과 암컷의 기갑 키는 각각 47~55cm(19~22인치), 45~53cm(18~21인치)여야 한다.
- 머리: 비교적 편평한 두개골은 주둥이 길이와 같거나 약간 짧다. 이마는 일반적으로 넓다.
- 턱: 강력한 턱을 가지고 있다. 이빨은 가위로 물거나 집게로 물린 형태로 균일한 간격을 유지해야 한다.[1]
- 눈: 이 품종은 중간 크기의 밝은 갈색 눈을 가지고 있다. 눈은 너무 깊거나 튀어나오지 않아야 한다.
- 귀: 귀는 높게 자리잡고 있으며 머리를 따라 반쯤 늘어져 있어야 한다.
- 털: 약간 딱딱한 질감을 지닌 짧고 촘촘한 털을 가지고 있다. 털은 일반적으로 검정색과 황갈색이지만 일부 개체에게는 작은 흰색 패치가 나타날 수 있다. 트리밍이나 스트리핑이 필요하지 않다.[2]
- 꼬리: 꼬리의 길이는 비절 지점을 초과해서는 안 된다. 높이가 높고 밑 부분이 두껍고 끝 부분이 약간 가늘어진다.